# Vem kunde ana
"Vem kunde ana" är en sång av Tomas Ledin från 2004. Den finns med på hans sjuttonde studioalbum Med vidöppna fönster (2004), men utgavs också som singel samma år.
Singeln tog sig inte in på den svenska singellistan men väl på Svensktoppen, där den låg två veckor 2004 med en sjundeplats som bäst. Ledin framförde låten i TV-programmet TV-huset den 11 april 2004. Den har inte spelats in av någon annan artist.

### Fotnoter
1. 1 2  ”Tomas Ledin”. Svensk mediedatabas. Arkiverad från originalet den 25 juli 2014. https://web.archive.org/web/20140725173941/http://smdb.kb.se/catalog/search?q=Tomas+Ledin&x=0&y=0. Läst 18 januari 2013.
2. ↑  ”Vem kunde ana”. Hitparad. http://swedishcharts.com/showitem.asp?interpret=Tomas+Ledin&titel=Vem+kunde+Ana&cat=s. Läst 18 januari 2013.
3. ↑  ”Svensktoppen 2004”. Svensktoppen. http://sverigesradio.se/sida/topplista.aspx?programid=2023&date=2004-06-13. Läst 18 januari 2013.